# Оперный театр Копенгагена
Оперный театр Копенгагена (дат. Operaen på Holmen) — национальный оперный театр Дании. Находится в ведении Королевского театра Дании, и является одним из новейших и самых дорогостоящих оперных театров в мире. Открыт 15 января 2005 года. Его строительство обошлось в более 500 млн долларов США. Театр расположен на острове в центре Копенгагена напротив дворца Амалиенборг и Мраморной церкви.
Здание театра было преподнесено в дар государству фондом A.P. Møller og Hustru Chastine Mc-Kinney Møllers Fond til almene Formaal, основанным владельцем компании A.P. Moller-Maersk Group. Некоторые политики были против частного пожертвования, так как вся стоимость строительства вычиталась из налогов, что фактически означало оплату возведения театра самим государством. Однако, проект был одобрен парламентом, и строительство началось в июне 2001 года, а закончилось 1 октября 2004 года. Оперный театр был торжественно открыт 15 января 2005 года.
Общая площадь здания оперы составляет ок. 41 тыс. м² — 14 этажей, пять из которых находятся под землёй. Площадь двух сцен и фойе составляет 7000 м², а площадь подземных помещений — 12 тыс. м². Зал перед Большой сценой (Store Scene) вмещает от 1492 до 1703 зрителей в зависимости от размеров оркестровой ямы, в которой помещается до 110 музыкантов. Зрительные зал разделён на партер и три балкона. Второй зрительный зал Таккеллофтет (Takkelloftet) может вмещать до 180 зрителей. В фойе оперного театра расположены кафе и ресторан. В театре есть около тысячи подсобных помещений.
Площадь перед оперой охватывает 5500 м² и вымощена гранитом. Для отделки здания использовался южногерманский кальцит, сицилийский мрамор, белый клён и 24-каратное листовое золото.